# Busot
Busot es una localidad de la Comunidad Valenciana (España) situada en la provincia de Alicante, 19 km al norte de la ciudad de Alicante, en la comarca del Campo de Alicante. Cuenta con 3075 habitantes (INE 2015).

## Geografía
El casco urbano se encuentra sobre una colina situada en la vertiente sur de la sierra del Cabezón de Oro. Dista siete kilómetros de la costa (Campello).

## Historia
Su origen es musulmán, a cuya cultura le debe la construcción de un castillo desde donde se inició la antigua industria tradicional y local del vidrio, actualmente desaparecida. Procedente de sus hornos se han conservado algunos residuos de piezas de vidrio árabe. La población estuvo vinculada con Alicante desde que, en el año 1252, el rey Alfonso X el Sabio la incluyera en su término, cuando dicha ciudad pertenecía al Reino de Castilla. Posteriormente, en 1298 pasa a formar parte del Reino de Valencia y, durante el reinado de los Reyes Católicos, pasó a ser propiedad de Alfonso Martínez de Vera, lugarteniente del Baile General de Alicante, estando el pueblo en manos de sus descendientes durante el resto de la Edad Moderna. Busot se independizó definitivamente de la ciudad de Alicante en 1773.

## Lugares de interés
En las afueras de la población se encuentran los restos del antiguo castillo árabe (cuyo origen se estima en el siglo XII), hoy en día completamente arruinado; el monumento de la ermita de San José; y también las Cuevas de Canelobre, principal atractivo turístico de la localidad. El pico del Cabezón de Oro es una de las grandes alturas de la orografía alicantina con sus 1209 m, dispone de varios senderos que suben a su cima desde la cual se ven localidades lejanas como Benidorm y la Manga del mar Menor. Otros senderos son los que trascurren por antiguas minas, simas y pozos artesianos o zonas de microreservas de flora con orquídeas muy especiales entre otras especies.

## Demografía
Cuenta con una población de 3629 habitantes (INE 2024).
| Gráfica de evolución demográfica de Busot entre 1842 y 2021                                                           |
| |
| Población de derecho según los censos de población del INE. Población de hecho según los censos de población del INE. |

| Nacionalidad | Hombres | Mujeres | Total | %     | Proporción |
| ------------ | ------- | ------- | ----- | ----- | ---------- |
| Española     | 1118    | 1100    | 2218  | 66.3% |            |
| Extranjera   | 568     | 557     | 1125  | 33.6% |            |

El éxodo rural a lo largo del siglo XX provocó que, de 1275 busoteros que había en el año 1900, la población fuese tan sólo de 652 habitantes en el año 1981. Sin embargo, la población ha crecido a gran velocidad desde principios de los años 1990, alcanzando los 1717 habitantes en 1996 y los 3021 en el 2008; el principal motor de este rápido crecimiento ha sido el asentamiento de ciudadanos de diversos países de Europa Occidental, dispersos por urbanizaciones a lo largo del término, en las que también se han instalado un buen número de alicantinos.

## Administración y política
| Elecciones municipales del 28 de mayo de 2023 |         |                          |       |         |            |            |
| Partido                                       | Partido | Candidato                | Votos | Votos   | Concejales | Concejales |
| Partido Popular                               |         | Alejandro Morant Climent | 1054  | 72,24 % | 9          | 1          |
| Partido Socialista del País Valenciano-PSOE   |         | Oscar Ripoll             | 314   | 21,52 % | 2          | 1          |
| Fuente: Ministerio del Interior (España).     |         |                          |       |         |            |            |

| Periodo   | Nombre                            | Partido   |
| --------- | --------------------------------- | --------- |
| 1979-1983 | José Climent García               | PIB       |
| 1983-1987 | Jaime Morant Giner                | PSPV-PSOE |
| 1987-1991 | Jaime Morant Giner                | PSPV-PSOE |
| 1991-1995 | Jaime Morant Giner                | PSPV-PSOE |
| 1995-1999 | Antonio Molina Ortega             | PP        |
| 1999-2003 | Antonio Molina Ortega             | PP        |
| 2003-2007 | Francisco Javier Alberola Alemany | BLOC      |
| 2007-2011 | Alejandro Morant Climent          | PP        |
| 2011-2015 | Alejandro Morant Climent          | PP        |
| 2015-2019 | Alejandro Morant Climent          | PP        |
| 2019-2023 | Alejandro Morant Climent          | PP        |
| 2023-act. | Alejandro Morant Climent          | PP        |

## Fiestas de Moros y Cristianos
Si bien la primera noticia cierta del origen de las fiestas moro-cristianas en Busot la encontramos en el año 1923 –en el Ayuntamiento conservan el programa de fiestas y algunas fotografías de aquellas fiestas– existen algunos indicios de que la Fiestas ya se celebraban con anterioridad, imágenes datadas aproximadamente a finales del siglo XIX y principios del XX así lo demuestran, como también el acta parroquial del Vía Crucis del año 1901.
Después de aquel 1923, las fiestas dejaron de celebrarse durante cuatro décadas, para resurgir con nuevas energías en 1963. Las dificultades de hacer renacer prácticamente desde la nada unas fiestas de tanta complejidad organizativa, junto con la difícil situación social, económica y política que Busot ha vivido en algunas etapas de su historia impidieron dar continuidad anual a las fiestas, que se volverían a celebrar tres años más tarde, en 1966. Y tras un nuevo parón de 10 años, se alcanzó la definitiva recuperación de las fiestas de moros y cristianos en el año 1976, a partir del cual los busoteros han acudido siempre con puntualidad a su cita festera anual hasta el día de hoy.
Las fiestas de moros y cristianos de Busot se realizan siguiendo la festividad de San Vicente Ferrer. En tierras valencianas se da la particularidad que dicha festividad se celebra siempre el lunes siguiente al de Pascua, por lo que las fechas varían de un año a otro, pero siempre centradas en el mes de abril. Aunque es San Vicente el que pone fecha a las fiestas, éstas también se hacen en honor al Patriarca San José.
En la actualidad las fiestas de Busot se componen de seis comparsas: tres cristianas –Contrabandistas, Piratas y Maseros– y tres moras –Nómadas, Blanquillos y Marrocs–, por el camino se han quedado las antiguas comparsas de Gastadores, Romanos o Negros. Busot es un pueblo pequeño y como tal también sus fiestas se ajustan a las modestas dimensiones del escenario. Alrededor de 200 personas participan de forma activa en las fiestas, pero son muchas más las que debemos contar: músicos, organizadores, alcaldes de fiesta y visitantes.
Las fiestas de moros y cristianos se organizan en tres días, si descontamos la víspera, los soparets previos y la celebración del Mig Any, común en tantas otras poblaciones. El primer día es el de las “entradas”, la entrada de bandas por la mañana, que se cierra con la interpretación del Himne de Festes a cargo de la banda del pueblo, la Unió Musical de Busot; y la entrada de moros y cristianos por la tarde. Sin duda el acto de referencia de nuestras fiestas, y que constituye todo un acontecimiento de singular transcendencia en la apacible vida cotidiana de Busot.
El domingo es el día de acción de gracias al Patriarca San José –o sant Josep de l’Oli, como se le denomina popularmente–, de lo cual da buena cuenta la Ofrenda de Flores que los festeros le dedican en su ermita y la misa que en su honor se celebra este día; la jornada –que ha empezado con la Diana– se completa con la Embajada Contrabandista y la Embajada Mora, precedida esta última de la guerrilla de arcabucería que es símbolo de la batalla. Y para finalizar tan intenso día, sólo queda la Retreta nocturna, en la que se deja espacio para la burla y el buen humor.
El lunes, tercer y última día de fiestas –dedicado a San Vicente Ferrer–, sigue un desarrollo simétrico al del domingo, pero con algunas salvedades. Así, después de la Diana, tiene lugar el “Combregat”, procesión matutina en la que los festeros acompañan al santísimo para dar la comunión a los impedidos. Las embajadas son ahora la de los Maseros –única escrita en valenciano y que se alterna con la Pirata cada año– y la Cristiana, en la que los cristianos, tras otra nueva batalla protagonizada por los arcabuces vuelven a dominar el castillo y la villa de Busot. Cierran las fiestas la procesión a nuestros santos patronos. Desde luego, las fiestas se complementan con pequeños desfiles o “baixaetes”, y unas buenas dosis de hermandad, compañerismo y diversión.
Desde el punto de vista organizativo, las fiestas moro-cristianas de Busot están coordinadas y dirigidas por la Comisión de Fiestas, un órgano de representantes de todas las comparsas, además de la Junta Directiva, y actúa en representación de todos los festeros, unidos en la Associació de Festes de Moros i Cristians de Busot. Pero más allá de los cargos directivos están los cargos festeros, auténticos protagonistas de las fiestas, las capitanías: formadas por un capitán, una capitana y uno o varios abanderados por cada bando.